# Sandowo
Sandowo (russisch Са́ндово) ist eine Siedlung städtischen Typs in der Oblast Twer in Russland mit 3507 Einwohnern (Stand 14. Oktober 2010).

## Geographie

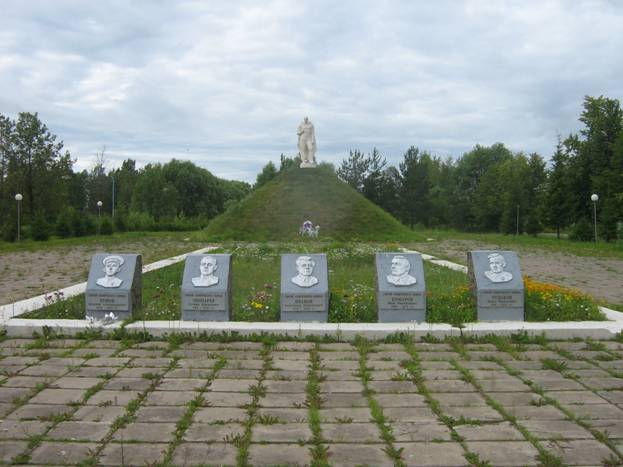
Kriegsgedenkstätte in Sandowo

Der Ort liegt etwa 180 km Luftlinie nordnordöstlich des Oblastverwaltungszentrums Twer, nur etwa 4 km von der Grenze zur Oblast Wologda und 15 km von der Oblast Nowgorod entfernt. Er befindet sich an der Orudowka, die wenig unterhalb in den Mologa-Nebenfluss Ratynja mündet.
Sandowo ist Verwaltungszentrum des Rajons Sandowski sowie Sitz und einzige Ortschaft der Stadtgemeinde (gorodskoje posselenije) Possjolok Sandowo.

## Geschichte
Ein Dorf namens Sandowo, das knapp 15 km südöstlich gelegene heutige Staroje Sandowo („Alt-Sandowo“), wurde um das Jahr 1500 erstmals erwähnt. Ab Ende des 18. Jahrhunderts gehörte es zum Ujesd Wessjegonsk des Gouvernements Twer.
In den 1920er-Jahren wurde die Eisenbahnstrecke Moskau – Kimry (Bahnhof Sawjolowo) – Pestowo – Sankt Petersburg vorbeigeführt und unweit des Dorfes Orudowo die Station Sandowo eröffnet, bei der eine neue Siedlung entstand. Das Dorf Sandowo wurde am 14. Januar 1929 Verwaltungssitz eines neu geschaffenen, nach ihm benannten Rajons. Im Februar 1932 erfolgte die Verlegung des Rajonverwaltungssitzes in die Stationssiedlung, die mit dem Dorf Orudowo vereinigt wurde und den Namen Sandowo erhielt, während das Dorf in Staroje Sandowo umbenannt wurde.
1967 erhielt Sandowo den Status einer Siedlung städtischen Typs.

### Bevölkerungsentwicklung
| Jahr | Einwohner |
| ---- | --------- |
| 1939 | 1172      |
| 1959 | 1896      |
| 1970 | 2875      |
| 1979 | 3807      |
| 1989 | 4605      |
| 2002 | 3933      |
| 2010 | 3507      |

Anmerkung: Volkszählungsdaten

## Verkehr
Sandowo besitzt einen Bahnhof bei Kilometer 356 der auf diesem Abschnitt 1925 eröffneten Eisenbahnstrecke Sankt Petersburg – Pestowo – Owinischtsche II (– Moskau).
In die Siedlung führt die Regionalstraße 28K-0807, die bei Krasny Cholm von der 28K-0058 Twer – Wessjegonsk – Oblast Wologda (Richtung Ustjuschna) abzweigt und durch das südöstlich benachbarte Rajonzentrum Molokowo verläuft, sowie von Sandowo weiter zur Grenze der Oblast Wologda ebenfalls in Richtung Ustjuschna.